# Das höfliche Alptraumkrokodil
Das höfliche Alptraumkrokodil ist ein deutscher Fernsehfilm aus dem Jahr 1977, den man den Genres Komödie, Fantasyfilm und Kinderfilm zuordnen kann. Der Film basiert auf dem Kinderbuch Das höfliche Alptraumkrokodil und andere komische Gruselgeschichten von Ulrich Weise, erschienen 1974.

## Handlung
Fünf Männer treffen sich in der Kneipe „Zum Dunnerkeil“ zum Stammtisch und erzählen sich gegenseitig skurrile, absurde oder alptraumhafte Geschichten:
Herr Weise erzählt, er habe von einem Krokodil geträumt, das ihn fressen wollte. Als er aufwachte, war es immer noch da und hatte Herrn Weises Bein im Mund. Es war aber sehr höflich und bat ihn darum, wieder einzuschlafen, damit es verschwinden und in den Alpträumen anderer Menschen auftauchen kann.
Herr Storm erzählt von dem Arzt Dr. Stein, einem Kopfschmerz-Spezialisten. Seine Instrumente sind ein Hohlspiegel und ein Fernrohr: Wenn er verkehrt herum durch das Fernrohr in den Spiegel sieht, wird er in verkleinerter Form dorthin teleportiert, wohin der Spiegel zeigt. Er lässt also seine Patienten in den Spiegel schauen, schaut selbst durch das Fernrohr hinein und gerät so durch das Auge in den Kopf des Patienten, wo er die Ursache der Kopfschmerzen finden kann. In einem Streit mit einem Patienten zerbricht aber der Spiegel und Dr. Steins Karriere ist beendet.
Der sehr tollpatschige und ängstliche Herr Hoffmann stammt aus einer alten Verbrecherfamilie, eignet sich selbst aber nicht zum Verbrecher. Er erzählt, er habe seinen Nachbarn Herrn Fromme beobachtet, wie dieser über das Dach seines Hauses schlafwandelt. Fromme wird entführt, doch zusammen mit dem Nachbarsjungen Frank kann Herr Hoffmann ihn retten, ohne dass dieser aufwacht. Herr Storm und Herr Baumann streiten darüber, ob ein solches Schlafwandeln tatsächlich möglich sei, und Baumann möchte es beweisen, indem er den anderen etwas „vorschlafwandelt“. Er schläft zwar später ein, macht seine Ankündigung aber nicht wahr.
In einer weiteren Geschichte wird Herr Weise von einem Floh gebissen, der sich aber lautstark über die schlechte Qualität von Herrn Weises Blut beschwert. Weise versucht vergeblich ihn wegzukratzen und verscheucht ihn schließlich mit einem Stück Seife.
Herr Baumann erzählt die Geschichte von dem Bergdorf Echoberg: Dort gibt es das beste Echo der Welt, weshalb die Bewohner den Ort mit Straßen und Pensionen für den Massentourismus ausbauen. Doch irgendwann hat das Echo genug davon, die immer gleichen Fragen zu beantworten: Es antwortet entweder gar nicht mehr oder beleidigt die Rufenden. Also bleiben die Touristen aus und die Investitionen waren umsonst.

## Produktion
Der Film wurde vom WDR produziert und am 1. Januar 1977 im Nachmittagsprogramm zum ersten Mal ausgestrahlt.

## Hörspieladaption
Noch vor dem Film entstand eine Hörspieladaption des Buches, geschrieben von Margarita Meister und unter der Regie von Michael Weckler. Sie wurde 1975 auf Schallplatte und Kassette veröffentlicht.